# Fulbert Géro Amoussouga
Fulbert Géro Amoussouga, né le 10 avril 1952 à Cotonou et mort le 23 juin 2017 à Lomé,, est un universitaire béninois.

## Biographie
Professeur titulaire de sciences économiques, spécialiste en économie du développement et politique monétaire, il est président du Conseil d'Analyse Économique du Bénin de 2006 à octobre 2013, il est nommé au sein du gouvernement béninois au poste de  Ministre à la Présidence de la République chargé de la Coordination des Politiques de mise en œuvre des Objectifs du Millénaire pour le Développement (OMD) et des Objectifs de Développement Durable (ODD). En juillet 2015, il est nommé Ministre d’État chargé de la Coordination des Politiques de mise en œuvre  des Objectifs de Développement Durable (ODD) et des Grands-Travaux. 
Il est doyen de la Faculté de sciences Économiques et de Gestion de l'université d'Abomey Calavi (Bénin) de 1995 à 2010,. Il est membre du Conseil Africain Malgache pour l'Enseignement Supérieur (CAMES),. En juillet 2012 il est nommé par le secrétaire général des Nations unies, membre du panel de haut niveau pour l'agenda de développement post 2015,.
Il est le titulaire de la chaire de l'Organisation mondiale du commerce (OMC) logée au sein de l'Université d'Abomey-Calavi du Bénin..

## Publications
- Mavor Michel Agbodan et Fulbert Gero Amoussouga, Les Facteurs de performance de l'entreprise, John Libbey Eurotext, 30 avril 1995, 243 p. (ISBN 978-2742000784).
- Marielle Audrey Payaud, Alain-Charles Martinet et Fulbert Géro Amoussouga, « La contribution de la RSE aux objectifs d'un développement durable de l'ONU. Cadre d'analyse et propositions pour les pouvoirs publics des « pays les moins avancés », Revue française de gestion, vol. 245, no 8,‎ 2014, p. 133-158 (lire en ligne).